# Вассерман, Ким Ефимович
Ким Ефимович Вассерман (род. 29 декабря 1926, Киев) — советский и израильский тренер по спортивной гимнастике. Тренер Олимпийской сборной команды СССР (1972—1976). Заслуженный тренер РСФСР (1973). Участник Второй мировой войны (с 1944 года). Автор статей на историко-политические темы. Автор книг «Свои и чужие» (2014), «Здоровье, время, жизнь» (2015).

### Биография
Вассерман Ким Ефимович родился 29 декабря 1926 года в Киеве в семье партийного руководителя.
В 1928 году его отец был репрессирован (реабилитирован в 1989). Ким Вассерман воспитывался отчимом, который в 1932 году был направлен на учебу в Москву и перевез туда семью. До 1941 года жил с матерью, отчимом и сестрой в Москве, Курске, Симферополе. В детстве занимался гимнастикой.
В 1942 году, после бегства из оккупированного немецкими войсками Крыма, будучи в эвакуации в Самарканде, окончил школу  ФЗО и подростком был направлен в Магнитогорск на строительство доменной печи. В 1943 работал на военном заводе там же, в Магнитогорске.
В январе 1944, в возрасте семнадцати лет, добровольно обратился в военкомат для призыва в Советскую армию.  Участник Второй мировой войны. После окончания войны служил в Уральском военном округе. Демобилизовался из армии в марте 1950.
Чемпион Уральского военного округа по спортивной гимнастике 1948 года.
Учился в Киеве (1950-1955). Работал тренером по спортивной гимнастике на Украине (1955-1961), в Грозном (1962-1980), в Краснодаре (1980-1987).
Выйдя на пенсию (1987), начал активно заниматься вопросами сохранения здоровья в пожилом возрасте, в течение десяти лет (1997-2007) работал с группой пожилых людей по собственной методике оздоровления.

### Образование
До Великой Отечественной войны окончил шесть классов средней школы. Будучи в рядах Советской Армии, окончил девять классов средней школы. В Киеве, в 1951 году, завершил среднее образование в вечерней школе рабочей молодёжи, одновременно работая инструктором физкультуры на центральном телеграфе.
Окончил Киевский институт физкультуры в 1955 году, где учился вместе с Борисом Шахлиным, Ларисой Латыниной, Юрием Титовым.

### Тренерская работа
Большую часть своей тренерской жизни провёл в городе Грозном в Чечено-Ингушской АССР (1962—1980). За годы тренерской работы подготовил свыше двадцати мастеров спорта СССР по спортивной гимнастике.
Среди них Владимир Марченко — мастер спорта СССР международного класса, двукратный серебряный призёр Олимпийских Игр 1976 года в Монреале, бронзовый и серебряный призёр Чемпионата мира по спортивной гимнастке в городе Варна (Болгария, 1974), который в своей комбинации, например, на брусьях показал ещё никем до него не исполнявшиеся элементы, в том числе повороты в стойке на одной руке. Он же первый из гимнастов исполнил в вольных упражнениях двойное сальто назад с поворотом на 360 градусов.

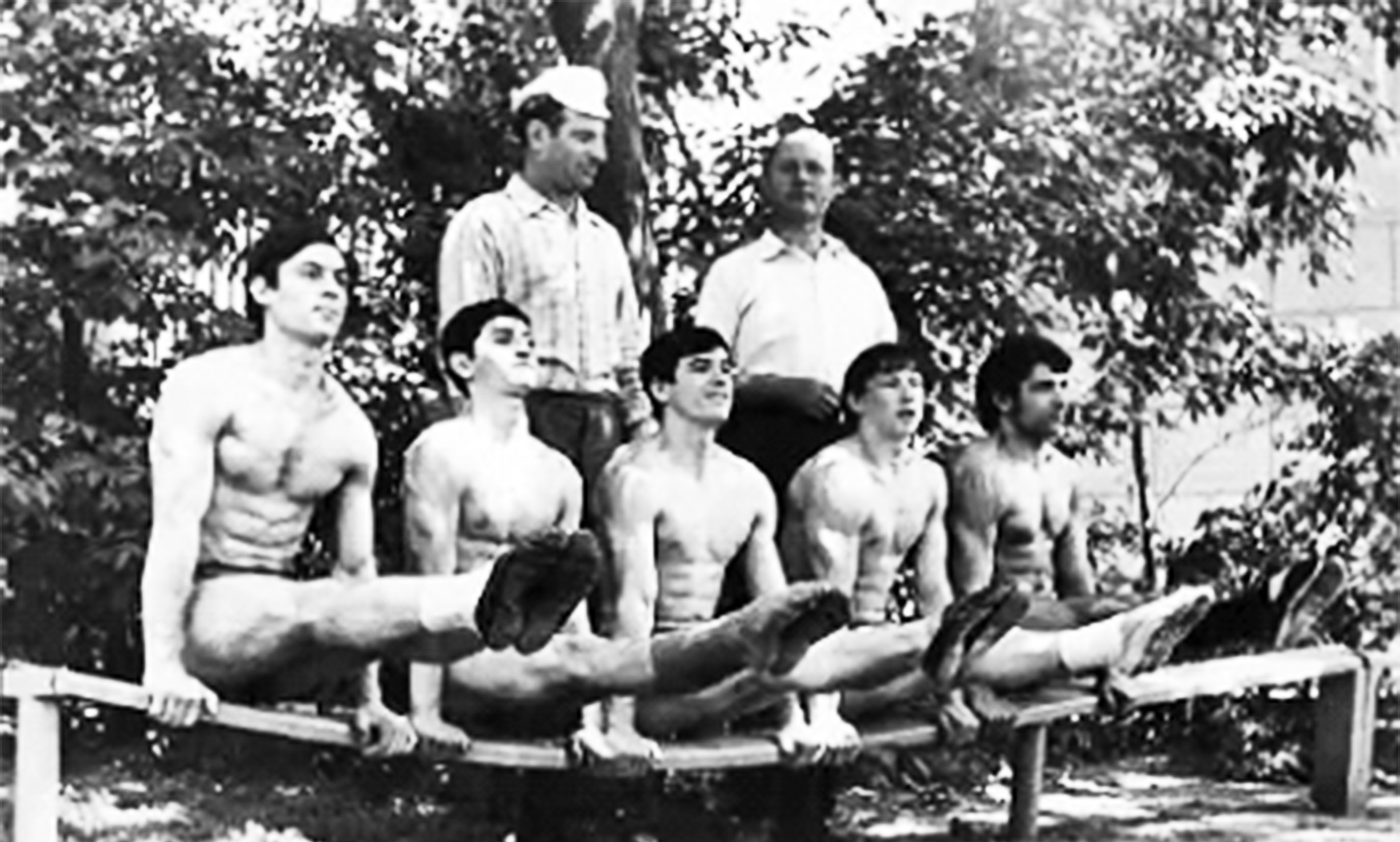
Тренер Вассерман К. Е. и его воспитанники Борис Кинев, Халил Алиев, Иосиф Халилов, Владимир Марченко, Павел Щербетов. Стоят директор спортшколы города Грозного Панчохин А. В. и К. Е. Вассерман (слева)

Среди учеников К. Е. Вассермана был Борис Кинев, ставший абсолютным чемпионом России 1977 года, трёхкратный чемпион СССР в составе команды (1974—1976), член сборной команды СССР (1972—1976), неоднократный победитель и призёр международных соревнований.
Среди молодёжи России чемпионом стал Иосиф Халилов, также воспитанник К. Е. Вассермана. К. Е. Вассерман являлся первым тренером чемпионки мира и Олимпийских игр Людмилы Турищевой,  которую воспитывал с 1962 по 1964 годы в городе Грозном и которую затем передал тренеру В. Растороцкому. Тренировался у К. Е. Вассермана призёр международных первенств Владимир Тихонов, хотя формально числился у тренера Г. Растороцкого.

В 1962 году К. Е. Вассерман обошел все общеобразовательные школы города Грозного и отобрал для занятий гимнастикой тридцать мальчиков и тридцать девочек восьми — девяти лет. Из школы № 7 К. Е. Вассерманом были отобраны, среди других школьников, Владимир Марченко и Борис Кинев, из школы № 15 — Людмила Турищева и Халил Алиев. 
«Поиск талантов в школьных залах оказался очень плодотворным. Именно из того набора 9-10-летних детей сумел Ким Ефимович вырастить В.Марченко, Б.Кинева и других сильных гимнастов. Но, пожалуй, самой ценной жемчужиной того набора была Л. Турищева. Да, да! „Старожилы“ динамовской секции помнят, что и прославленную советскую гимнастку впервые привёл в зал и более года с ней занимался, пока полностью не перешёл на работу с мальчиками, К. Е. Вассерман».

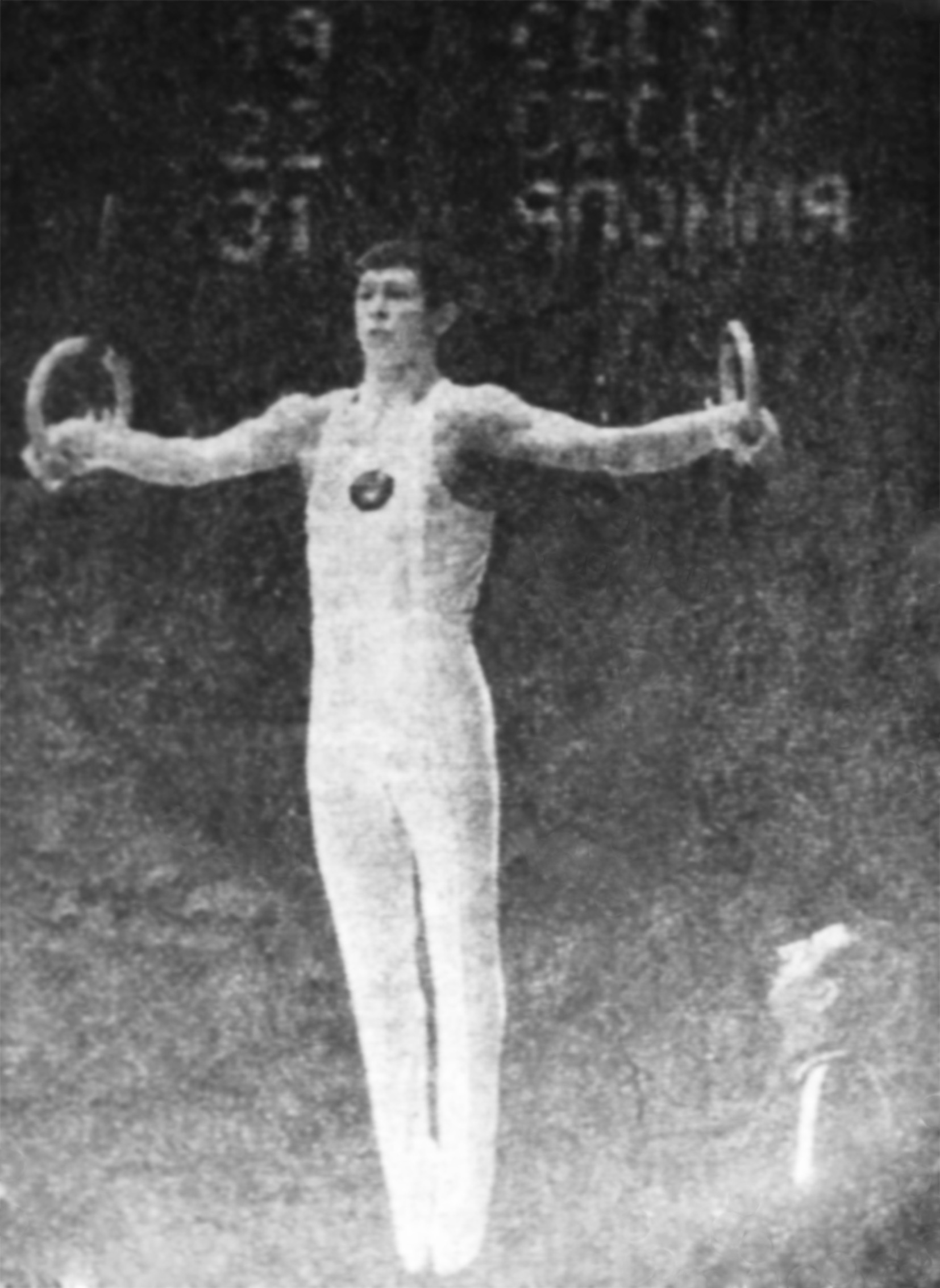
Тренер К. Е. Вассерман и его воспитанник В. Марченко на первенстве мира в Варне. 1974

К. Е. Вассерман создал уникальную методику подготовки гимнастов от начального этапа до вершин спорта. Главный принцип его методики заключался в постепенном и неуклонном развитии и усложнении умений и навыков спортсменов-гимнастов, обусловленных их естественными способностями. 
«До Мюнхенской Олимпиады перед советскими гимнастами-мужчинами встала проблема: какими путями идти дальше, чтобы догнать японцев, удививших всех необычайной сложностью комбинаций? Было выбрано решение, суть которого в том, чтобы одолеть соперников их же оружием, то есть предельным усложнением программ. Вассерману не пришлось перестраивать методику и практику тренировочного процесса, он уловил заранее появление подобной тенденции».
В терминологию спортивной гимнастики вошли три именных гимнастических элемента, разработанных тренером К. Е. Вассерманом и исполненных гимнастом В.Марченко :
- Марченко (Marchenko) (мужчины. Брусья) Оборот вперед в упоре под жердями в упор;
- Марченко (Marchenko) (вольные. Мужчины) Двойное сальто назад в группировке с поворотом на 360 в первом сальто — данный элемент был разработан Вассерманом и исполнен Марченко в 1973 году на тренировках в гимнастическом манеже города Ленинск-Кузнецкий[4];
- Марченко (Marchenko) (мужчины. Брусья) Подъём дугой с поворотом на 180 в вис.

Вторым не менее важным принципом в методике К. Е. Вассермана являлось воспитание в спортсменах волевых качеств, определяющих устремлённость как к высокому спортивному результату, так и к ответственности в жизни. 
«С самого начала своей тренерской работы Ким Ефимович твёрдо и последовательно придерживался принципа единства и последовательности учебно-тренировочного и воспитательного процессов».
Как старший тренер детской спортивной школы по гимнастике города Грозного, К. Е. Вассерман внедрял в тренировочный процесс систему воспитания мастеров высокого класса, в основе которой — требование дисциплины и самодисциплины. По воспоминаниям чемпиона мира и Олимпийских игр Михаила Воронина, особенно много сил отдал К. Е. Вассерман воспитанию своего ученика Владимира Марченко.
Третьим принципом тренировочной системы К. Е. Вассермана был принцип соревновательности между спортсменами в группе из 15-20 спортсменов на тренировках. Этот принцип включал требование к тренеру обязательного совмещения работы с группой спортсменов и индивидуальной работы с каждым гимнастом. Например, одним из действенных факторов соревновательности было фиксирование в наглядной таблице текущих результатов каждого спортсмена во время тренировки. По итогам каждой тренировки определялись лидеры группы. В 1960-е годы, как правило, выделялись гимнасты Владимир Марченко и Борис Кинев.
Весной 1972 года, в преддверии Олимпийских игр в Мюнхене, федерациями гимнастики СССР и РСФСР был проведён ряд соревнований, показавших профессиональную подготовку спортсменов-гимнастов. Так, в Липецке проводился Всесоюзный смотр-конкурс на лучшие комбинации в отдельных видах многоборья (жюри конкурса оценивало исполнительское мастерство, сложность и оригинальность композиции).
С 1972 по 1976 год К. Е. Вассерман являлся тренером сборной команды СССР по спортивной гимнастике, два его воспитанника — гимнаста, Владимир Марченко и Борис Кинев, были членами сборной команды страны. Также в сборную команду того периода входили такие гимнасты, как Николай Андрианов (тренер Н. Г. Толкачев), Эдвард Микаэлян (тренер Леонид Захарян), Виктор Клименко (тренер Клименко), Паата Шамугия, Владимир Сафронов (тренер В. И. Чукарин); старший тренер сборной команды — Л. Я. Аркаев.

### Признание вклада в развитие спортивной гимнастики

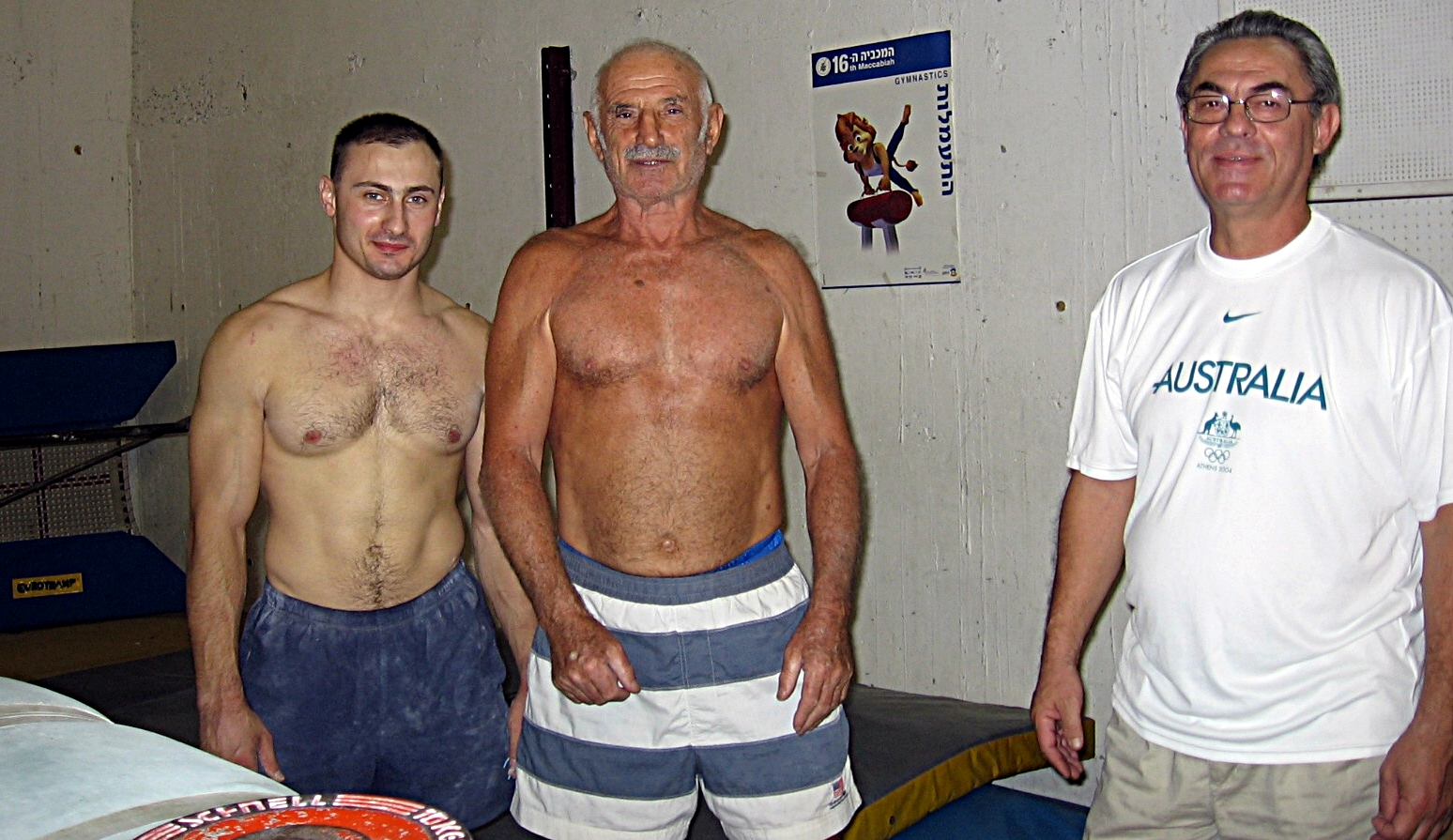
Чемпион Израиля Павел Гофман, Ким Вассерман и Борис Кинев. Израиль, 2005

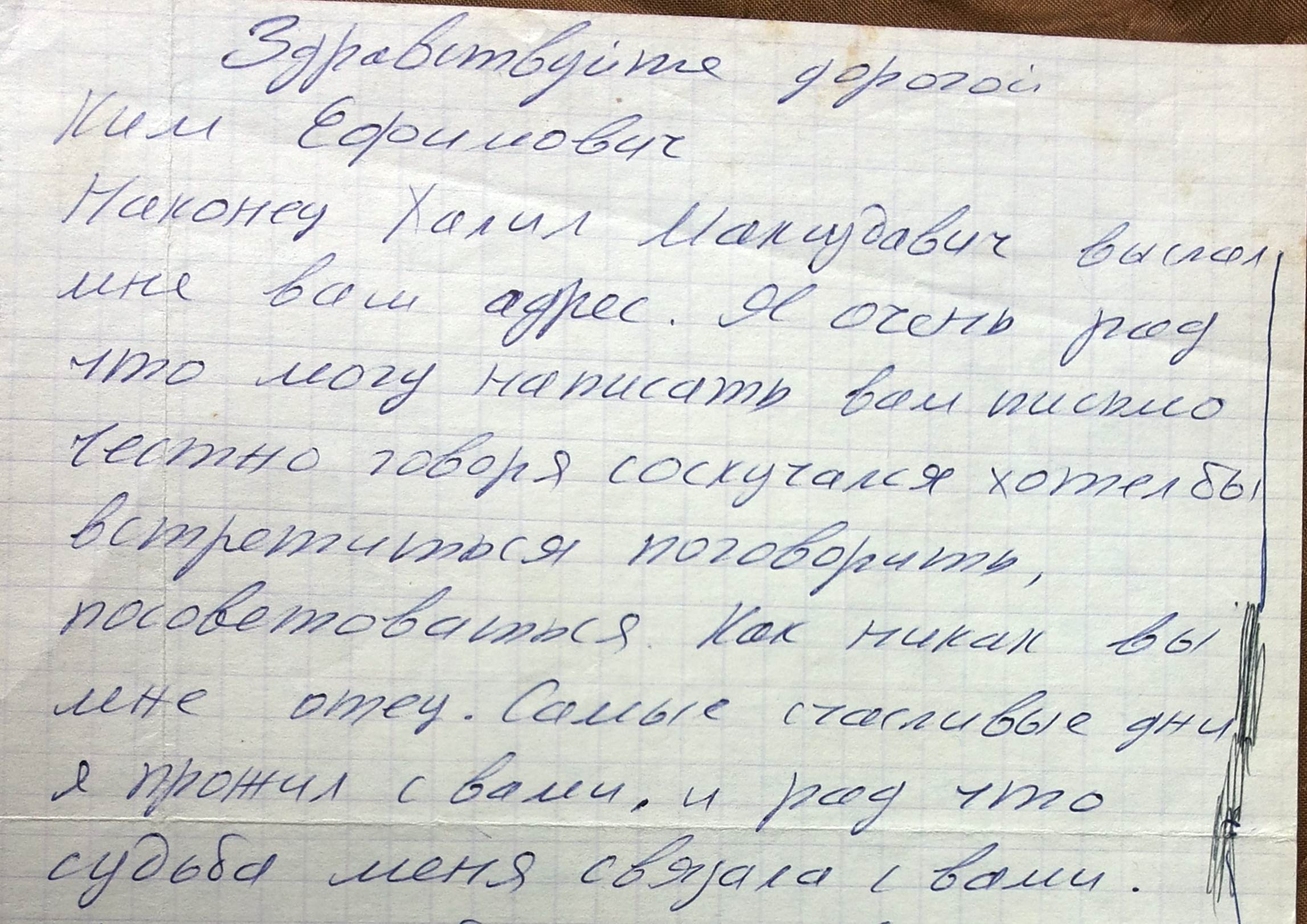
Из письма ученика Руслана Шийтуркаева

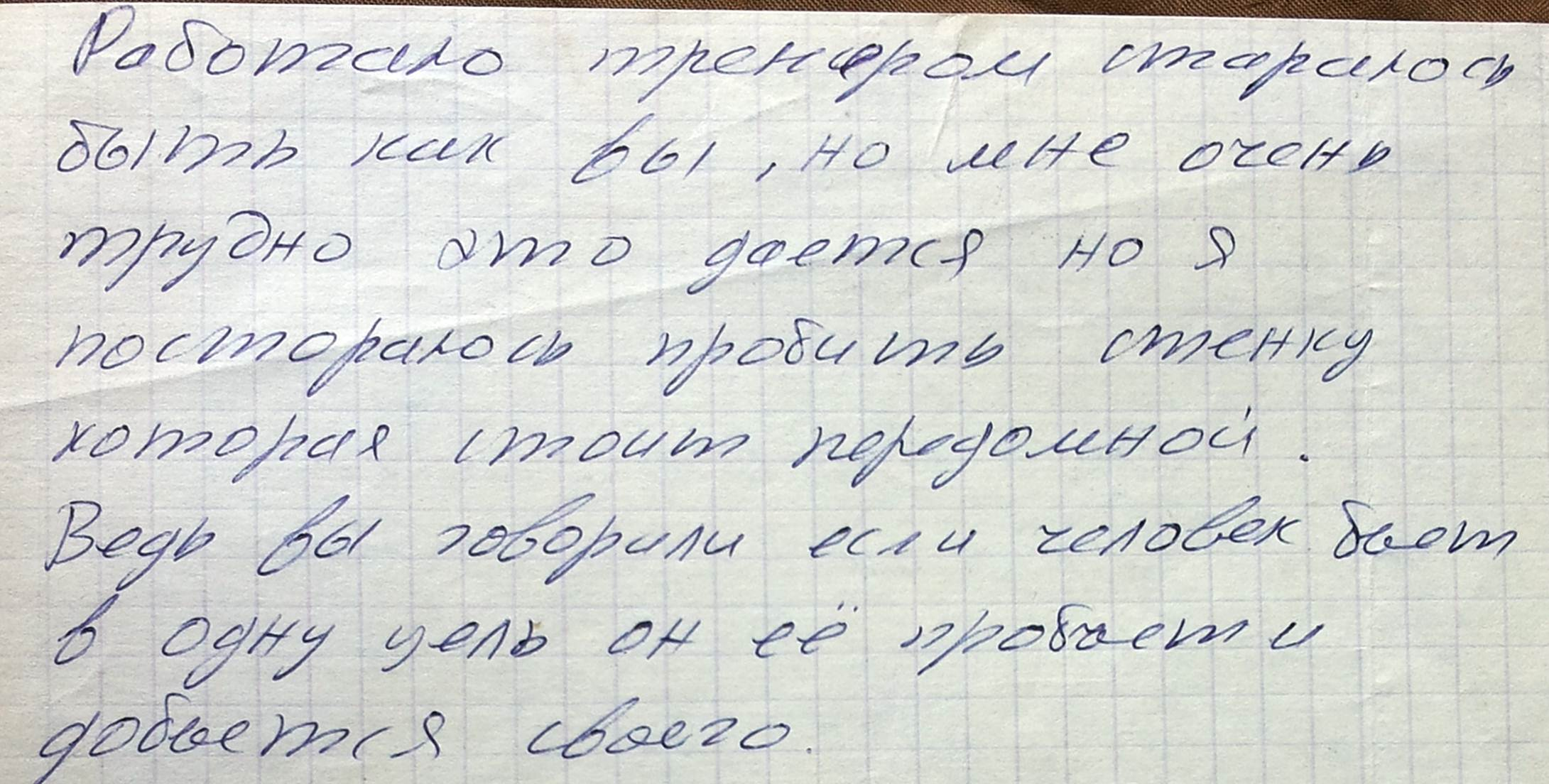

Много лет замалчивался вклад К. Е. Вассермана в развитие советской спортивной гимнастики. Так, стала общепринятой точка зрения, что единственным тренером олимпийской чемпионки Л.Турищевой был В. Растороцкий  Лишь в первое десятилетие текущего столетия получил распространение факт, что в гимнастику Людмилу Турищеву привёл Ким Ефимович Вассерман и что он был её первым наставником.

В СССР принадлежность к еврейской национальности во многом усложняла жизнь и труд человека, в том числе это повлияло на отношение чиновников от спорта к выдающемуся тренеру К. Е. Вассерману, а также на оценку ими его труда.
«Борис Кинев был вычеркнут из списка участников первенства мира. …При подготовке к Олимпийским играм 1976 года, которые должны были пройти в Монреале, я стал отчетливо понимать, что Борю демонстративно и сознательно не допускают к составу команды участников Олимпийских игр…»
В отличие от других тренеров сборной команды К. Е. Вассерман не получил разрешение на выезд из страны для участия в Олимпийских Играх в Монреале в 1976 году. Его воспитанник Владимир Марченко, в отсутствие своего тренера, стал серебряным призёром Олимпиады в вольных упражнениях и в командном зачёте.
За успешное выступление своего воспитанника на Олимпийских Играх Ким Ефимович Вассерман не был отмечен никакой правительственной наградой, несмотря на то, что он тренировал спортсмена с восьмилетнего возраста. Владимир Марченко, ученик Вассермана, призёр Олимпиады, был награждён правительственным орденом Знак Почёта.
Факт дискриминации К. Е. Вассермана как тренера сборной команды, воспитавшего чемпионов и неоднократных призёров различных международных соревнований и Олимпийских игр, был подтверждён начальником управления спорткомитета СССР по гимнастике Ю.Титовым.

Признание тренер К. Е. Вассерман получил от любителей гимнастики и от своих учеников — спортсменов.
«Много лет жизни и немалую толику здоровья отдал любимому делу Ким Ефимович Вассерман. Труд его оплачен сторицей многочисленными успехами его учеников, многие из которых и сами пробуют себя на тренерском поприще».
Тренерами по спортивной гимнастике стали такие воспитанники К. Е. Вассермана, как:
- Борис Кинев , , личный тренер израильских гимнастов Павла Гофмана и Офир Нецер, тренер израильской сборной по спортивной гимнастике , ;
- Руслан Шийтуркаев (Астрахань, Россия) , , ;
- Станислав Рыжков (Алма-Ата, Казахстан);
- Геннадий Пимичев (Астрахань, Россия)
- Халил Алиев (Краснодар, Россия),

Из письма мастера спорта СССР Руслана Шийтуркаева:
«…Дорогой Ким Ефимович, я очень рад, что могу написать Вам письмо, честно говоря, соскучился, хотелось бы встретиться, поговорить, посоветоваться. Как никак, Вы мне как отец. …Я рад, что судьба меня связала с Вами. …Живем в Астрахани… Работаю тренером, стараюсь быть как Вы, но мне очень трудно это дается. Но я постараюсь пробить стенку, которая стоит передо мной. Ведь Вы говорили, если человек бьет в одну цель, он её пробьет и добьется своего.»

### Книги и статьи
Размышления о жизни, о спорте, о людях изложены Кимом Вассерманом в его документально - публицистической книге "Свои и чужие" (2014).
Вторая книга К.Е.Вассермана "Здоровье, время, жизнь" (2015, готовится к изданию)  посвящена разработанной автором системе физических упражнений, поддерживающих внутренние органы и системы человеческого организма в состоянии физиологической нормы, ежедневно следуя которой можно вести активный образ жизни до глубокой старости.
Ряд статей К.Е.Вассермана посвящён вопросам антисемитизма в СССР и на Ближнем Востоке , а также вопросам истории и современной политики Израиля .

### Семья
С 1997 года проживает в Израиле.
Супруга - Вассерман Наталия Михайловна (1952 г. рожд.)
Дети -  Сергей (1956 г. рожд., от первого брака), Ульяна (1973 г. рожд), Михаил (1974 г. рожд.). Внуки Даниэль, Таль-Катя.